# فراشة شفافة
فراشة شفافة أو غريتا (الاسم العلمي: Greta)، جنس حشرات فراشية من فصيلة الحورائيات. مواطنها أمريكا الوسطى وأمريكا الجنوبية ومنطقة البحر الكاريبي.